# Han'nya
Han'nya (般若?) è una popolare maschera giapponese usata nel teatro nō, che rappresenta un demone femminile geloso. Il dramma più popolare nel quale fu utilizzata la maschera Han'nya, caratterizzata da due grosse corna taglienti, due occhi abbaglianti e una bocca ghignante, è il Dojoji, ispirato alla famosa storia di Anchin e Kiyohime.

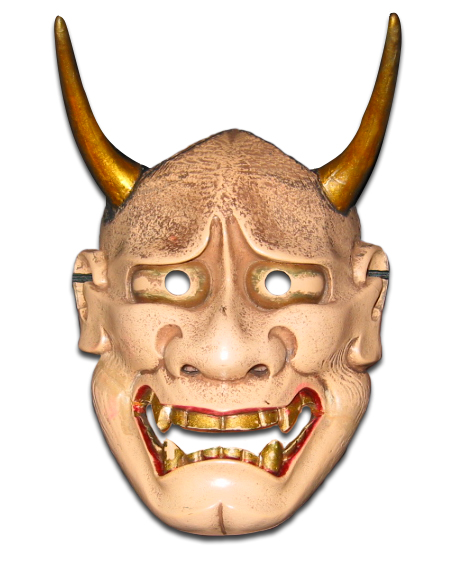
Hannya

Questa maschera viene utilizzata per rappresentare una donna così gelosa da essersi trasformata in un demone.

## Storia
Nel romanzo classico di Murasaki Shikibu Genji Monogatari la dama Aoi no Ue, sposa ufficiale del principe Genji, si ammala e muore a causa dello "spirito vivente" di una rivale gelosa, la dama Rokujo. Questa storia viene ripresa nel dramma nō di Zeami "Aoi no Ue" (La principessa Aoi) dove l'attore protagonista indossa la maschera Han'nya per rappresentare lo "spirito vivente" di Rokujo.

## Simbolismo e curiosità
La maschera Han'nya è un classico dei tatuaggi giapponesi e come la tradizione vuole anche in questo caso ha preso spunto da racconti e leggende popolari. È rappresentata con una grande testa munita di corna, due occhi spalancati che fissano e scrutano lo spettatore e la bocca aperta pronta a divorare o nella migliore delle ipotesi ingerire chi si trova davanti.
"Han'nya" è una parola sanscrita che significa "saggezza", "virtù" è il sentiero che porta verso l'illuminazione.
Il significato di questo tatuaggio però non è strettamente collegato alla leggenda quindi alla figura della donna trasformata in demone in seguito alla cieca gelosia e rabbia dovuta al tradimento dell'amante ma si dice che "allontani gli spiriti maligni e porti buona fortuna alle persone che li indossano sulla loro pelle".